# Nathalie Nordnes
Nathalie Nordnes est une chanteuse norvégienne née le 22 novembre 1984 à Bergen. Son premier album, publié par Virgin Records, est sorti en 2003. Son dernier album en date, le quatrième, est sorti en novembre 2011.
La plupart de ses titres sont chantés en anglais.

## Hush Hush
Son premier album Hush Hush est sorti en 2003. Il comprenait un duo ("Good Times") avec Sondre Lerche, avec qui elle est sortie. Une vidéo fut réalisée pour "Only Because."  L'album resta 19 semaines dans les charts norvégiens, allant jusqu'à atteindre la 8e place et devenant disque d'or.

## Join Me in the Park
Hush Hush fut suivi de Join Me In The Park en 2005, qui comprenait le single "Cars and Boys",,. Il resta deux semaines dans les charts norvégiens, atteignant la 16e place.
Ces deux premiers albums ont été produits par Hans Petter Gundersen et Kato Ådland. Gunderson a commencé à travailler avec Nathalie Nordnes alors qu'elle avait 14 ans. Il lui présenta Eirik Johansen à EMI, rencontre qui la conduisit à signer un contrat d'enregistrement.

## Letters
Nathalie Nordnes quitta par la suite sa maison de disque et sortit Letters en 2009 sous son propre label, Oliver Records,. L'album fut enregistré en Italie et produit par Rob Ellis,,.

## N.N.
Le quatrième album de Nathalie Nordnes, N.N., est sorti en novembre 2011. Deux mois avant la sortie de l'album, le single America a été dévoilé. Le clip, présenté en octobre 2011, a été réalisé par Björn Myreze et filmé entre Bergen et New York.

## Discographie
- N.N. (2011)
- Letters (Oliver Records / Bonnier Amigo - 2009)
- Join Me In The Park (Virgin - 2005)
- Hush Hush (Virgin - 2003)